# Ray Iskandar
Ray Iskandar (arabisch راي اسكندر; * 1. Juni 2002) ist ein libanesischer Skirennläufer. Er startet hauptsächlich in den technischen Disziplinen Riesenslalom und Slalom.

## Karriere
Iskandar gab sein internationales Renndebüt am 25. Januar 2019 bei einem FIS-Riesenslalom im Cedars Ski Resort. Ein Jahr später nahm er an seinem ersten internationalen Großereignis teil. Bei den Olympischen Jugend-Winterspielen in Lausanne erreichte er als beste Platzierung den 38. Rang im Slalom.
2021 nahm Iskandar erstmals an einer Alpinen Skiweltmeisterschaft teil. Bei den Wettkämpfen in Cortina d’Ampezzo schied er jedoch sowohl im Riesenslalom als auch im Slalom bereits im Qualifikationsrennen aus.
Abgesehen von internationalen Großereignissen startet Iskandar hauptsächlich bei FIS-Rennen im Libanon.

## Erfolge

### Weltmeisterschaften
- Cortina d’Ampezzo 2021: DNQ Riesenslalom, DNQ Slalom

### Juniorenweltmeisterschaften
- Panorama 2022: 52. Slalom, DNF Riesenslalom
- St. Anton 2023: 42. Slalom, DNF Riesenslalom

### Olympische Jugend-Winterspiele
- Lausanne 2020: 38. Slalom, 52. Riesenslalom

### Weitere Erfolge
- 2 Podestplätze bei FIS-Rennen
- Bronze bei den libanesischen Meisterschaften im Riesenslalom (2019, 2024)